# Hermanas del Niño Jesús
La Congregación de Hermanas del Niño Jesús (oficialmente en francés: Congregation des Sœurs de l'Enfant-Jésus) es una congregación religiosa católica femenina de vida apostólica y de derecho pontificio, fundada por la religiosa francesa Ana María Martel en 1667, en la localidad de Le Puy-en-Velay (Francia). A las religiosas de este instituto se les conoce como Hermanas del Niño Jesús de Chauffailles o damas del Niño Jesús. Sus miembros posponen a sus nombres las siglas S.E.J.

## Historia

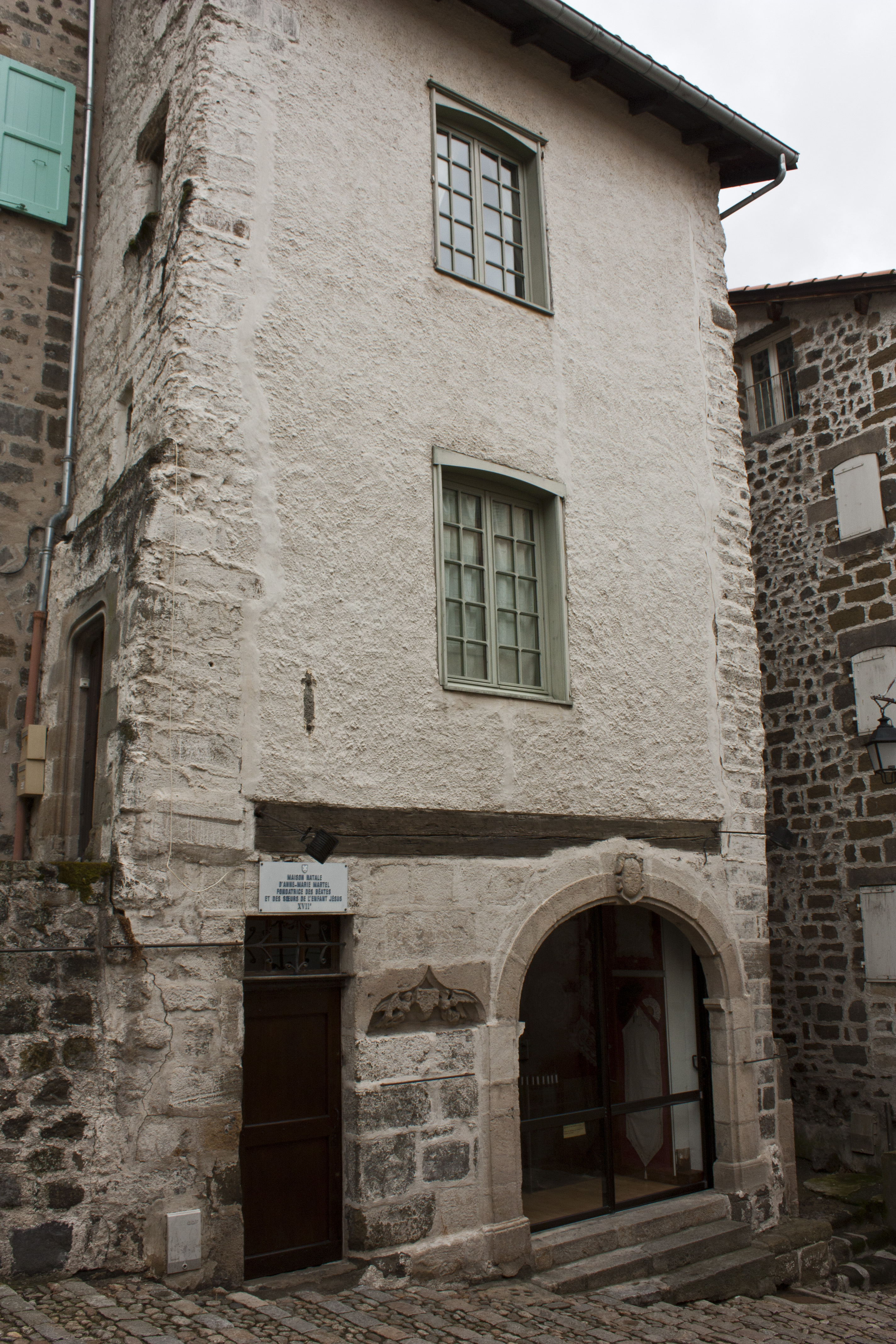
Casa donde nación Ana María Martel, fundadora del instituto, en Le Puy-en-Velay

El origen de la congregación se encuentra en la fundación hecha por la religiosa Ana María Martel en la ciudad de Le Puy-en-Velay (Actualmente parte del departamento de Alto Loira-Francia). Martel, con la ayuda de los sacerdotes de la Compañía de San Sulpicio, instituyó en 1667 una congregación de mujeres con el fin de dedicarse a la educación de la juventud y a la atención de los más necesitados (pobres, enfermos y ancianos). A las religiosas en sus orígenes se les conocía como Damas del Niño Jesús. Pronto se dio a la expansión del instituto, entre las primeras casas a fundarse se encontraba la de Chauffailles, donde se multiplicaron rápidamente. De esta casa, nace la congregación actual. El obispo de Autun creyó que era necesario separarla de la casa madre de Le puy, en 1859, bajo la guía de María Reina Aintier, como primera superiora del nuevo instituto, que pasó a llamarse Hermanas del Niño Jesús de Chauffailles.
La congregación se libró de las supresiones del período de la Revolución, gracias a que Napoleón III la aprobó como instituto hospitalario y de enseñanza. En 1921, la Santa Sede la aprobó como congregación de derecho pontificio, permitiendo un nuevo periodo de expansión que la llevó a tierras del Japón y Canadá. En 1949 y 1952 se fusionaron a las hermanas de Chauffailles, las Hermanas del Niño de Jesús de Rambouillet (fundadas por María Maisonave, en Aurillac, en 1804.) y las de Le Puy-en-Velay, respectivamente.

## Organización
La congregación de las Hermanas del Niño Jesús es un instituto religioso centralizado, cuyo gobierno es ejercido por la superiora general. El consejo general colabora con la superiora general en el gobierno del instituto. La sede central se encuentra en París.
Las hermanas del Niño Jesús de Chauffailles se dedican a la instrucción cristiana y educación de la juventud y a otras obras de misericordia, entre las cuales resaltan la atención de enfermos, pobres y ancianos. En 2015, eran unas 149, distribuidas en 31 comunidades, presentes en Argentina, Bélgica, Burquina Faso, Canadá, Costa de Marfil, Chile, Ecuador, Francia y Vietnam.